# Benjy
Benjy é um filme-documentário em curta-metragem estadunidense de 1951 dirigido e escrito por Fred Zinnemann. Venceu o Oscar de melhor documentário de curta-metragem na edição de 1952.